# Мацоку
Мацоку (англ. Matsoku) — одна з місцевих громад, що розташована в районі Мокотлонг, Лесото. Населення місцевої громади у 2006 році становило 4 715 осіб.